# Liten Agda och Olof Tyste
Liten Agda och Olof Tyste är ett par i en legend som utspelar sig under år 1526, under Gustav Vasas regeringstid. Deras historia beskrevs av Constans Pontin i boken Förr och nu i Wadstena.
Agda, som är dotter till en rik krämare, Mickel, i Vadstena, är förälskad i en ung pojke som heter Olof. Han besvarar förälskelsen, men hennes far förbjuder dem att träffas. Olof får då sitt tillnamn Tyste genom den depression han hamnar i. Fadern ställer Agda inför valet att antingen gifta sig med en förmögen man, som hon inte vill ha, eller gå i kloster. Hon väljer då att gå in som novis i Vadstena kloster. Även en annan kvinna, Ingeborg Jönsson (d.1524), har placerats i Vadstena kloster av sin far, en rik borgare, av liknande skäl, sedan hon förälskat sig i en adelsman, som hon inte fått gifta sig med.

När hon varit i klostret i ett år lyckas Olof och Agda träffas i hemlighet och kommer överens om att fly. Agda klättrar nedför muren mot Vätternstranden, där Olof hämtar henne med båt och de tar sig över sjön till Västergötland.
Det blir en stor skandal. Tidens synsätt och lagar stadgar att en nunna som bryter sitt kyskhetslöfte ska avrättas genom att begravas levande, och den man som haft samlag med henne ska brännas på bål. Klosterrovet, rapporterades till biskop Hans Brask i Linköping, som utfärdar en bannlysning över paret, och gör dem fredlösa. Därmed är det förbjudet att hjälpa dem, ge dem mat och tak över huvudet. Vem som helst får döda dem, eftersom de ställts utanför lagen. 
Det sägs att Agda och Olof står beredda att vigas i kyrkan i Husaby, där de bor hos en vän till Olof, då budkavlen kommer om att de är fredlösa. De visas genast ut ur kyrkan, och under flera månader jagas från gård till gård.
Agda får reda på att kungen, Gustav Vasa, befinner sig i Vadstena och föreslår att de ska vända sig direkt till honom. De ber att få bli visade till kungen, som gett order om att besökare inte får avvisas under hans tid i staden. Kungen tar emot dem och lovar hjälpa dem "till deras trogna kärleks lyckliga seger".
Kungen skriver till biskopen att han genast ska upphäva bannstrålen. Han sänder sedan Agda och Olof med soldateskort till hennes far med order att han ska välkomna sin dotter och blivande svärson. Michel svarar att kungen inte har rätt att lägga sig i saken och att han ska låta sina tjänare jaga bort dem med hundar om de kommer. Kungens kansler Laurentius, som är med i skyddsvakten, säger då på eget initiativ att kungen hotat att innan kvällen göra Michel ett huvud kortare så vida han inte släpper in och omsorgsfullt vårdar "sina barn". Michel tror på hotelsen, och följande dag medlar kung Gustav mellan honom, Agda och Olof. Vid det efterföljande bröllopet dansar Gustav Vasa med bruden.
Detta inträffar år 1526, under Gustav Vasas första regeringstid och strax före reformationen i Sverige. År 1527, kort efter att detta inträffat, ger Gustav Vasa biskop Hans Brask förebråelser för hans handlingar mot paret, och påpekar att denne tidigare har tillåtit nunnor att lämna klostret, och att hans stränghet i detta fall berott på att kvinnan i fråga hade lämnat klostret i syfte att gifta sig Han ger också Brask order om att ingen kvinna i fortsättningen får vigas till nunna i Vadstena kloster utan särskilt tillstånd från kungen. 